# 海岸 (ロイスダールの絵画)
『海岸』（かいがん、露: Морской берег、英: Seashore）、または『砂丘のある海景』（さきゅうのあるかいけい、英: Beachscape with Dunes）は、オランダ絵画黄金時代の画家ヤーコプ・ファン・ロイスダールが1660年代後半から1670年代初頭にキャンバス上に油彩で描いた風景画である。画面右下に「JvRuisdael」という画家の署名が記されている。1919年以来、サンクトペテルブルクのエルミタージュ美術館に所蔵されている。

## 作品

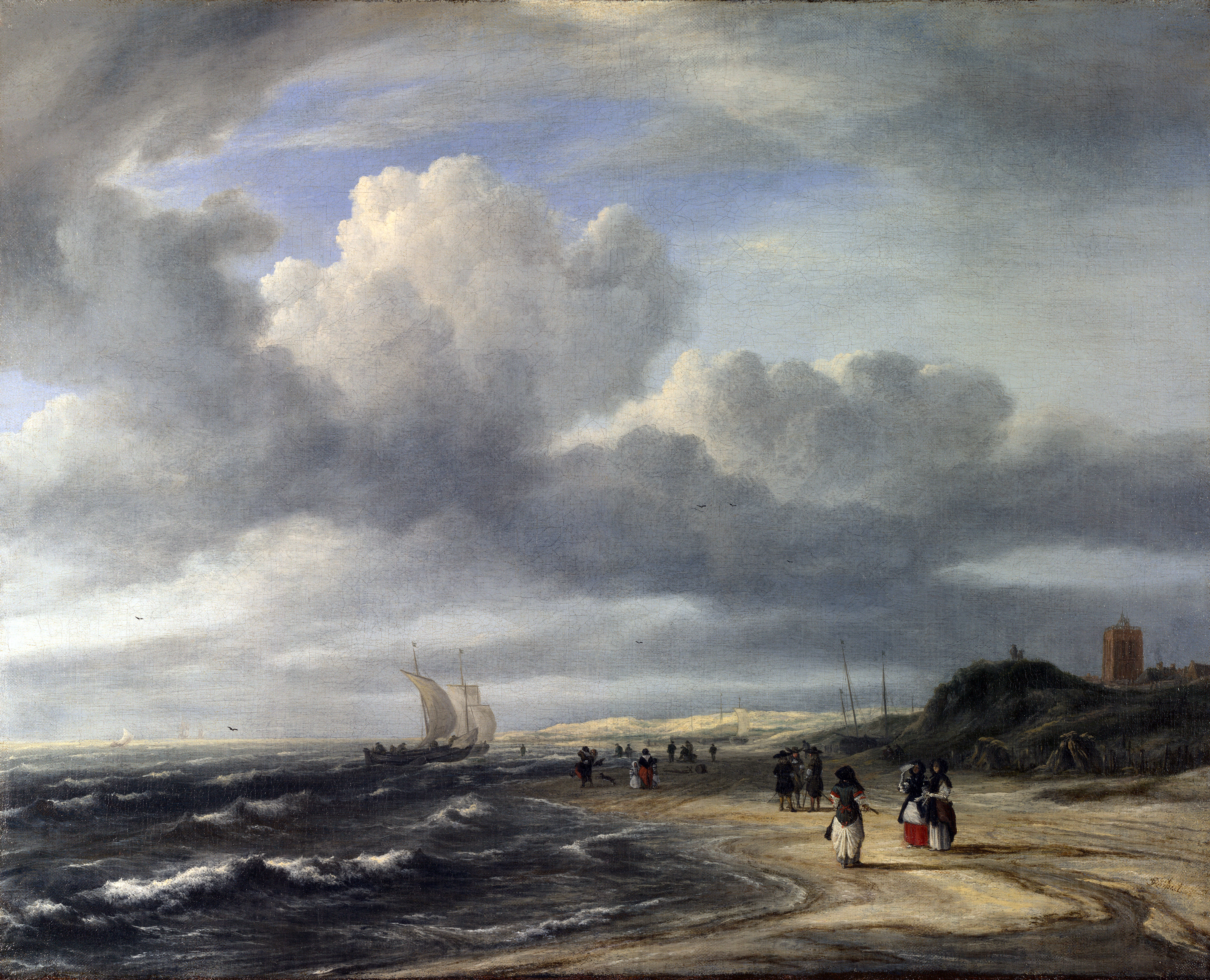
ヤーコプ・ファン・ロイスダール『エグモント・アーン・ゼーの海岸』 (1675年ごろ)、ナショナル・ギャラリー (ロンドン)

この絵画は、ロイスダールが1660年代から1670年代初期にかけて描いた一連の海岸風景の1つである。研究者シーモア・スライヴによれば、きわめてよく似た構図とモティーフを持つ作品が7点ほど存在する。『エグモント・アーン・ゼーの海岸』 (ロンドン・ナショナル・ギャラリー) などこれらの作品は地形が正確に描写されており、どこを描いたのか確認することができる。一方、エルミタージュ美術館の本作には地形を判別できる細部は描かれていないが、史料にはスヘフェニンゲンの眺めを描いた作品であるとしばしば記述されてきた。
画面の地平線上と前景に帆船が見える。前景では荷を積んだ小舟が岸に向かっている。引き潮とさざ波の好機に、人々が足を水に浸けて海岸を歩いている。泳いでいる人さえ見える。風が鉛色の雲を吹き流しており、雲の合間からは冷たい青空が垣間見える。色彩的には、水の透明な緑色と波の縁の白色、砂丘の黄色、水面に映る不吉な雲の灰色が交錯する。ロイスダールは流麗な筆致で描いており、地塗りの白色が深みからのきらめきのごとく表面を輝かせているように見える。
画中の人物像は、アドリアーン・ファン・デ・フェルデが描いたといい伝えられてきた。本作はファン・デ・フェルデが亡くなった1672年以降に制作されたとは考えられないが、スライヴはロイスダール自身が50人以上のおびただしい人物を描いたと考えている。実際、人物の描き方はスライヴの説を裏づけている。哲学者ゲーテにより非常に称賛された「哲学者の芸術家」ロイスダールは、無限の永遠性の中における人間の小さな世界を鑑賞者の前に提示している。